# Ridin'
Pour les articles homonymes, voir Riding (homonymie).
Singles de Chamillionaire
Turn It Up
(2005) Get Up
(2006)
Singles par Krayzie Bone
Get'chu Twisted
(2005) Spit Your Game
(2006)
Ridin' est une chanson du rappeur américain Chamillionaire issue de son tout premier album studio, intitulé The Sound of Revenge. Le morceau en collaboration avec Krayzie Bone, membre du groupe Bone Thugs-N-Harmony, est sorti en tant que second single de l'album le 12 janvier 2006. Le single est entré à la première position du Billboard Hot 100 le 13 juin, et est resté numéro un pendant 2 semaines consécutives. Il s'est également positionné à la seconde place en Irlande, en Nouvelle-Zélande et au Royaume-Uni. Actuellement[Quand ?] cette chanson fait office de mème internet pour sa phrase d'accroche "They see me rollin', they hatin'" utilisé lorsqu'une personne dans un véhicule transportable nargue.

## Classement hebdomadaire
| Classement (2006)              | Meilleure position |
| ------------------------------ | ------------------ |
| Allemagne (Media Control AG)   | 29                 |
| Autriche (Ö3 Austria Top 40)   | 13                 |
| Australie (ARIA)               | 24                 |
| États-Unis (Hot 100)           | 1                  |
| États-Unis (R&B/Hip-Hop Songs) | 7                  |
| États-Unis (Pop Airplay)       | 3                  |
| France (SNEP)                  | 40                 |
| Irlande (IRMA)                 | 2                  |
| Nouvelle-Zélande (RMNZ)        | 2                  |
| Pays-Bas (Single Top 100)      | 73                 |
| Royaume-Uni (UK Singles Chart) | 2                  |
| Royaume-Uni (UK R&B Chart)     | 1                  |
| Suède (Sverigetopplistan)      | 25                 |
| Suisse (Schweizer Hitparade)   | 19                 |

## Certification
| Pays   | Certification                      |
| ------ | ---------------------------------- |
| Canada | 6x platine (sonnerie téléphonique) |

## Historique de sortie
| Pays        | Date              | Format    | Label     |
| ----------- | ----------------- | --------- | --------- |
| États-Unis  | 12 janvier 2006   | CD single | Universal |
| Royaume-Uni | 14 septembre 2006 | CD single | Universal |